# Ернст Ребентіш
Ернст Ребентіш (нім. Ernst Rebentisch; 31 січня 1920, Оффенбах-на-Майні — 3 грудня 2013, Кронберг) — німецький військовий медик, майор вермахту, генерал-лейтенант медичної служби бундесверу. Кавалер Німецького хреста в золоті.

## Біографія
Молодший із шести дітей директора міської лікарні Оффенбаха Еріха Ребентіша.
У 1937 році поступив на обов'язкову службу в Імперську службу праці. В листопаді 1937 року поступив на службу в вермахт, пройшов офіцерські курси і отримав звання лейтенанта в 1939 році. Під час Другої світової війни служив у танкових військах, певний час командував 23-м танковим полком 23-ї танкової дивізії. 12 січня 1945 року був важко поранений в Угорщині, після лікування служив у штабі ОКГ. В кінці війни інтернований американцями.
Після війни вивчав медицину в Мюнхенському університеті Людвіга-Максиміліана, який закінчив 1950 році. Потім проходив стажування в Оффенбасі як хірург.
У 1959 році військовим лікарем поступив на службу в бундесвер. Ребентіш був старшим санітарним офіцером штабу зв'язку НАТО, потім - співробітником міністерства оборони.
З 1969 до 1973 року - командир Академії санітарно-медичного обслуговування бундесверу в Мюнхені, потім — заступник директора санітарії і медичного обслуговування. Під час олімпійських ігор 1972 року був керівником медичної служби. В 1980 році вийшов у відставку. 
В 1980 році брав участь у створенні Німецької спілки медицини катастроф і став її першим президентом. З 1980 до 1991 року очолював Комітет медицини катастроф німецької медичної асоціації і був членом її науково-консультативної ради.

## Сім'я
Був одружений, мав сина.

## Звання

### Вермахт
- Фанен-юнкер (листопад 1937)
- Лейтенант (1939)
- Гауптман
- Майор (1944)

### Бундесвер
- Оберстлейтенант медичної служби (Oberstabsarzt; 1959)
- Оберст медичної служби (Oberstarzt)
- Генерал-майор медичної служби (Generalarzt)
- Генерал-лейтенант медичної служби (Generalstabsarzt; 1973)
- Генерал медичної служби (Generaloberstabsarzt; 1976)

## Нагороди

### Друга світова війна
- Залізний хрест 2-го і 1-го класу
- Німецький хрест в золоті (23 вересня 1944) - як гауптман і командир 1-го дивізіону 23-го танкового полку 23-ї танкової дивізії.
- Сертифікат Пошани Головнокомандувача Сухопутних військ Вермахту (№4 726; 5 грудня 1944) - як майор і командир 23-го танкового полку 23-ї танкової дивізії.

### Після війни
- Почесний член Асоціації баварських хірургів
- Почесний професор Мюнхенського технічного університету (1975)
- Орден «За заслуги перед Федеративною Республікою Німеччина»
  - Командорський хрест (1976)
  - Великий офіцерський хрест (1980)
- Командор Легіона Заслуг (США)
- Медаль Парацельса Німецької медичної спілки (2009)